# Li'o
Li'o oder Ende-Li'o ist ein im Zentralteil von Flores gesprochener Dialektcluster. Er gehört zu den zentral-östlichen-malayo-polynesischen Sprachen der malayo-polynesischen Sprachen innerhalb der Austronesischen Sprachen. 